# Facultad de Óptica y Optometría (Universidad de Murcia)
La Facultad de Óptica y Optometría de la Universidad de Murcia inició su andadura, tras su segregación de la Facultad de Química de la misma universidad, mediante el decreto n.º 180/2008 del 27 de junio. 
Cuenta con un equipo decanal comisario encargado de la gestión, dirección y administración del centro y de los programas formativos que se imparten en el mismo. Este equipo directivo se encuentra formado por:
- Decana Comisaria: Dña. Paloma Sobrado Calvo
- Vicedecano Comisario: D. Pedro María Prieto Corrales
- Secretario: Eloy Ángel Villegas Ruiz.
- Secretaria de Decanato: Mª Pilar Gámez Cabezas.

## Localización
La Facultad de Óptica y Optometría de la Universidad de Murcia se encuentra en el campus de Espinardo de dicha Universidad. Se puede acceder al mismo a través de la autovía A-30, la A-7 y la N-340.
Actualmente, la Facultad tiene su sede en edificio n.º 35 del campus de Espinardo (ampliación norte). Se puede acceder también mediante las diferentes líneas de autobuses y el tranvía, que conectan tanto a la ciudad de Murcia como a otras ciudades con el campus. 

## Estudios
En la Facultad de Óptica y Optometría de la Universidad de Murcia se imparten las siguientes titulaciones:
- Grado de Óptica.

En este centro también se imparten el Máster Universitario en Optometría Clínica, el Máster Interuniversitario en Ciencias de la Visión y el curso de Postgrado de Especialista Universitario en Técnicas Ópticas y Optométricas Avanzadas en Oftalmología Clínica, del cual se encarga el Laboratorio de Óptica de la Universidad de Murcia.

## Departamentos
Los departamentos que imparten docencia en la Facultad de Óptica de la Universidad de Murcia son los siguientes:
- Departamento de Anatomía Humana y Psicobiología
- Departamento de Biología Celular e Histología
- Departamento de Física
- Departamento de Matemáticas
- Departamento de Electromagnetismo y Electrónica
- Departamento de Oftalmología, Optometría, Otorrinolaringología y Anatomía Patológica
- Departamento de Química Inorgánica
- Departamento de Química Orgánica

## Grupos de investigación
La Facultad de Óptica y Optometría cuenta con cuatro grupos de investigación:
- Ciencias de la Visión de la UMU (CiViUM, www.um.es/civium): Desarrolla su actividad en la Facultad de Óptica y Óptometría. El investigador principal es D. Norberto López Gil. Sus campos de investigación son la óptica, la optometría, la visión y la instrumentación óptica.
- Laboratorio de Óptica de la Universidad de Murcia (LOUM): Situado en el Centro de Investigación en Óptica y Nanofísica (CIOyN). El investigador principal es D. Pablo Artal Soriano. Sus campos de investigación son la óptica fisiológica, la visión, la formación y el procesado de imágenes, las técnicas ópticas en visión y el procesado y codificado de información.
- Oftalmología Experimental: Tiene su sede en el laboratorio de Oftalmología Experimental de la Facultad de Medicina. Lo dirige D. Manuel Antón Vidal Sanz. Se encarga de investigar los trasplantes neuronales, transgénicos, la supervivencia neuronal, retina, receptores de neurotrofinas, regeneración, rescate neuronal, injertos de nervio periférico, factores tróficos, degeneración, axotomía y conectividad.
- Virtual (virtual.um.es): Su sede está en el Edificio C. Formado por D. Fernando Vargas Martín (investigador principal), D. Mariano Flores Gutiérrez y Dña. Mª Dolores Peláez Coca. Su actividad científica se desarrolla en los campos de realidad virtual, simulación, óptica, instrumentación óptica, baja visión, meteorología y climatología y modelos meteorológicos de alta resolución.

## Patrón
La patrona de la Facultad de Óptica y Optometría de Murcia es Santa Otilia, que se celebra el día 13 de diciembre.